# کرئون (پادشاه تب)

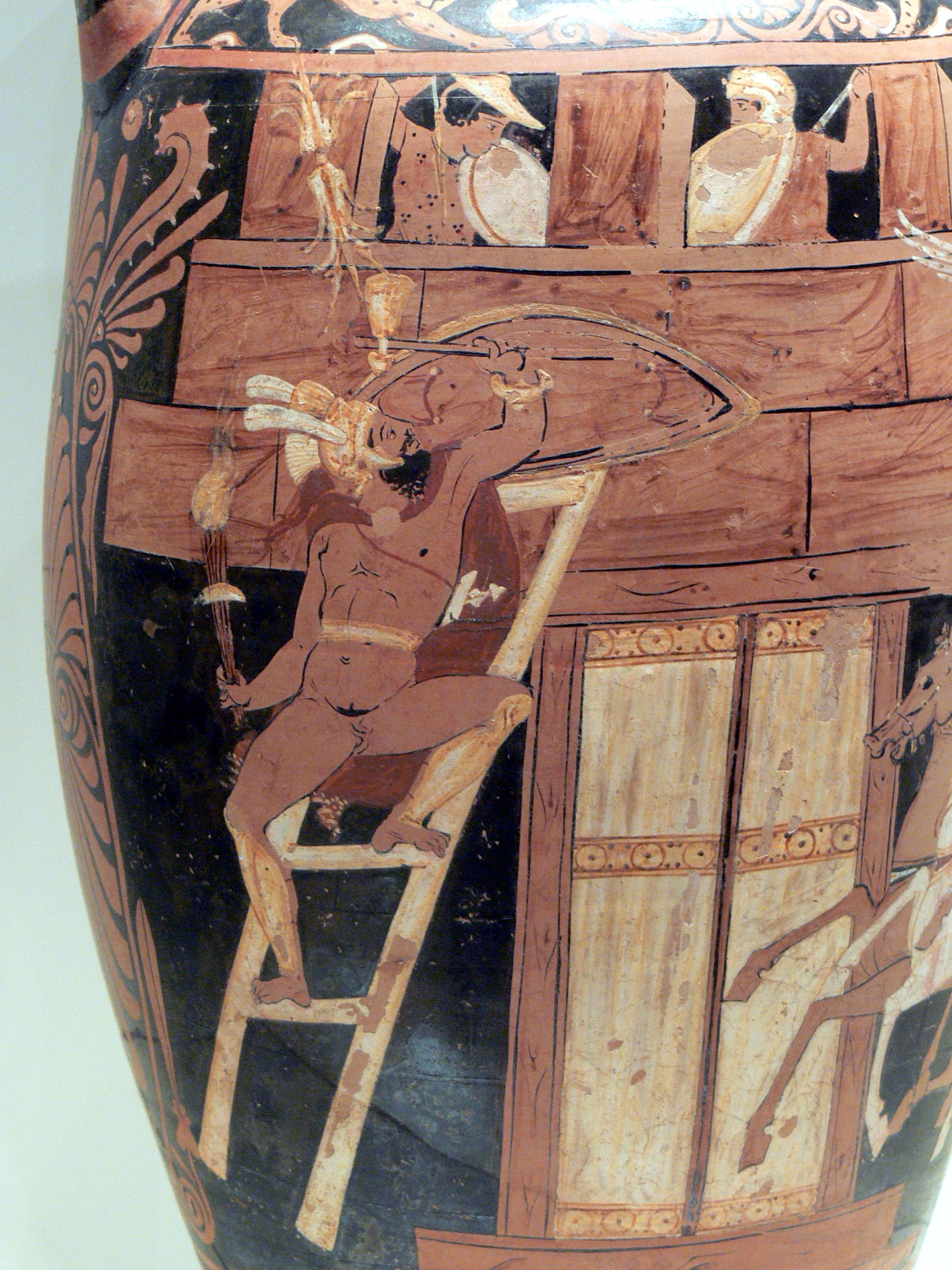
کرئون پادشاه یونانی

کرئون (به یونانی: Κρέων)، در اسطوره‌های یونان، پادشاه تب است.
وی هنگامی که لایوس پادشاه تب و شوهر یوکاسته توسط فرزند خود اودیپ کشته شد، به پادشاهی رسید. پس از آن شهر تب دچار مشکلات فراوانی از جانب سفینکس شد، این هیولا از جوانان شهر معما می‌پرسید و چون جواب نمی‌گرفت آن‌ها را می‌کشت. اودیپ توانست این مشکل را حل کند و سفینکس را از بین ببرد، کرئون به عنوان پاداش او را در حکومت شریک کرد و یوکاسته را به همسریش درآورد.
در جنگ مخالفان هفت‌گانه تب فرزندان اودیپ، پولونیکس و اتئوکلس با هم جنگیدند و یکدیگر را به قتل رساندند، کرئون تدفین پولونیکس را که علیه تب جنگیده بود ممنوع کرد. اما آنتیگونه از این فرمان سرپیچی کرد و برادرش را به خاک سپرد. کرئون وی را به جرم نافرمانی زنده به گور کرد. هایمون شوهر آنتیگونه که فرزند کرئون بود از غم خود را کشت.
کرئون در حمله کولوس (اسطوره یونانی) به تب کشته شد.